# 加藤学園暁秀中学校・高等学校
加藤学園暁秀中学校・高等学校（かとうがくえんぎょうしゅうちゅうがっこう・こうとうがっこう）は、静岡県沼津市岡宮に所在し、中高一貫教育を提供している私立中学校・高等学校。

## 教育
国際バカロレア資格認定校である。また、文部科学省からスーパーイングリッシュランゲージハイスクールに指定されていた。

### 校訓
至誠・創造・奉仕

### 教育の柱
人間教育・大学進学教育・国際理解教育

## 設置クラス

### 中学校
(出典)
- 中高一貫コース
  - 特別選抜クラス

- アルファコース(中学3年次から）

- バイリンガルコース - IBプログラムを実践[5]

### 高等学校
(出典)
- 特進コース
  - 文理融合クラス
  - 特別選抜クラス
  - アルファクラス - 高校募集はない
  - バイリンガルクラス - 高校1年次までは中学からのMYP過程を続け、高校2年次からは国際バカロレアのDPプログラムに沿って大学進学を目指すコース[5]

## 沿革
(出典)
- 1947年（昭和22年）　沼津女子商業学校併設中学校として開校、初代校長に加藤ふぢ就任
- 1954年（昭和29年）　沼津女子商業高等学校併設中学校と改称
- 1960年（昭和35年）　沼津女子中学校と改称
- 1972年（昭和47年）　第2代校長に加藤正秀就任
- 1974年（昭和49年）　加藤学園中学校と改称（共学化）
- 1983年（昭和58年）　校地を現在地に移転、加藤学園暁秀中学校と改称・加藤学園暁秀高等学校開校
- 1990年（平成2年）　第3代校長に岡本裕就任
- 1990年（平成2年）　 校歌設定
- 1994年（平成6年）　 第4代校長に土屋典司就任
- 1998年（平成10年）　第5代校長に加藤正秀就任
- 1998年（平成10年）　バイリンガルコースが開始
- 2000年（平成12年）　国際バカロレアMYP加盟認可
- 2012年（平成24年）　生活科学棟新設
- 2023年（令和5年）　第6代校長に加藤奈都子就任。

## アクセス
- 沼津駅より路線バスで20分

- 東名高速道路沼津ICより車で5分[9]

## 部活動
(出典)
- サッカー部（男）
- バスケットボール部（男・女）
- 卓球部（男・女）
- テニス部（硬式　男・女）
- 剣道部（男・女）
- 陸上部（男・女）
- バドミントン部（男・女）
- 総合部（フェンシング）
- 合唱部
- 吹奏楽部
- 放送部
- 広報部
- 美術部
- 書道部
- 茶道部
- 筝曲部
- 文芸部（カルタ）
- 物理部
- 化学・地学部
- 生物部
- 中国語部
- 防災研究部

## 行事

### 1学期
- 4月-創立記念式典
- 4月-非行防止講座
- 4月-携帯マナー講座
- 4月-遠足
- 5月-暁秀祭
- 6月-薬学講座
- 7月-水泳実習（中学校のみ）
- 7月-デートDV講座（高校のみ）

### 2学期
- 9月-新体力テスト
- 10月-バザー
- 10月-写生大会（中）
- 10月-球技大会（高）
- 10月-修学旅行
- 11月-防災講座
- 11月-芸術鑑賞会
- 12月-音楽発表会（中）
- 12月-カルタ大会（中）

### 3学期
- 2月-アルファコース認定試験（中2）
- 2月-球技大会（中）

## 著名な出身者
- 芹澤興人[11] - 俳優
- 三遊亭朝橘[12] - 落語家
- 松永祥兵[11] - プロサッカー選手、元愛媛FC、現ペルシブ・バンドン（リーガ・インドネシア）所属
- 小坂流加[13] - 作家